# Liste der Biografien/Hamn
Liste der Biografien |
Portal Biografien |
Personensuche
# |
A |
B |
C |
D |
E |
F |
G |
H |
I |
J |
K |
L |
M |
N |
O |
P |
Q |
R |
S |
T |
U |
V |
W |
X |
Y |
Z |
?
 
Ha |
Hd |
He |
Hi |
Hj |
Hk |
Hl |
Hm |
Hn |
Ho |
Hr |
Hs |
Ht |
Hu |
Hv |
Hw |
Hy
 
Haa |
Hab |
Hac |
Had |
Hae–Haf |
Hag |
Hah |
Hai |
Haj |
Hak |
Hal |
Ham |
Han |
Hao |
Hap |
Haq |
Har |
Has |
Hat |
Hau |
Hav |
Haw |
Hax |
Hay |
Haz
 
Hama |
Hamb |
Hamd |
Hame |
Hamf |
Hamh |
Hami |
Hamk |
Haml |
Hamm |
Hamn |
Hamo |
Hamp |
Hamr |
Hams |
Hamu |
Hamv |
Hamw |
Hamy |
Hamz
Die Liste der Biografien führt alle Personen auf, die in der deutschsprachigen Wikipedia einen Artikel haben. Dieses ist eine Teilliste mit 7 Einträgen von Personen, deren Namen mit den Buchstaben „Hamn“ beginnt.

## Hamn

### Hamne
- Hamner, Cully (* 1969), US-amerikanischer Comiczeichner und Schriftsteller
- Hamner, Curley (1919–1982), US-amerikanischer Rhythm-and-Blues- und Jazzmusiker
- Hamner, Earl junior (1923–2016), US-amerikanischer Roman- und Drehbuchautor sowie Filmproduzent
- Hamnett, Cyril, Baron Hamnett (1906–1980), britischer Politiker
- Hamnett, Katharine (* 1947), britische Modedesignerin
- Hamnett, Nina (1890–1956), britische Malerin, Bildhauerin und Schriftstellerin

### Hamnu
- Hamnuna Sabba, Amoräer